# Muntele Rece, Cluj
Muntele Rece (în maghiară Hideghavas) este un sat în comuna Măguri-Răcătău din județul Cluj, Transilvania, România.

## Obiective memoriale
Cimitirul Eroilor Români din cel De-al Doilea Război Mondial a fost construit în anul 1944 și are o suprafață de 400 mp. Aici sunt înhumați 36 eroi, din care 2 cunoscuți și 34 necunoscuți, în morminte individuale. 

## Monument dispărut
Fosta biserică de lemn "Sf. Treime” din satul Muntele Rece este înscrisă pe "Lista monumentelor istorice dispărute", elaborată de Ministerul Culturii și Cultelor în anul 2004 (datare: sec. XVIII, cod 13B0471).

## Vezi și
- Biserica de lemn din Muntele Rece

## Imagini

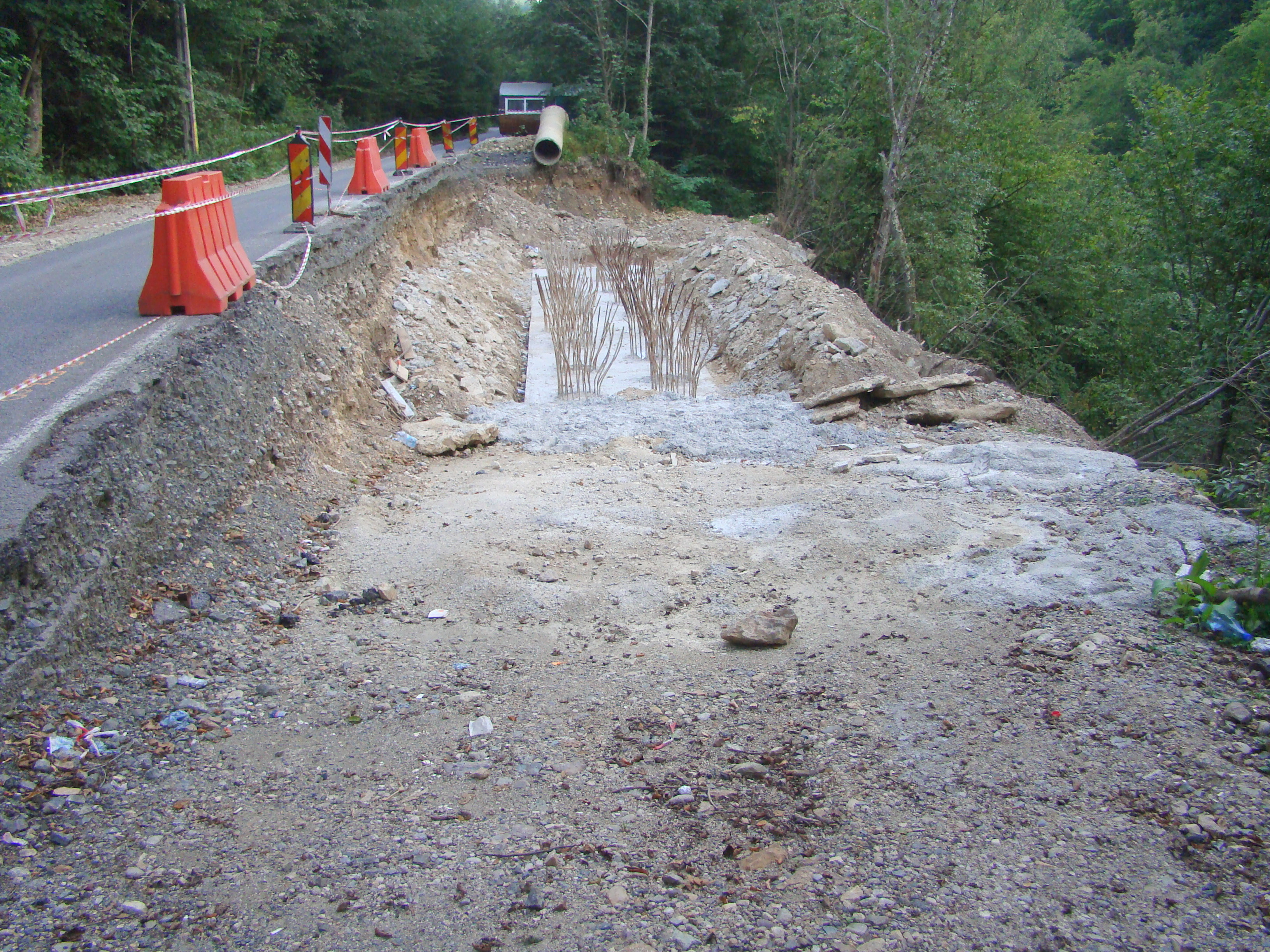
Drumul spre Muntele Rece surpat, în reparații
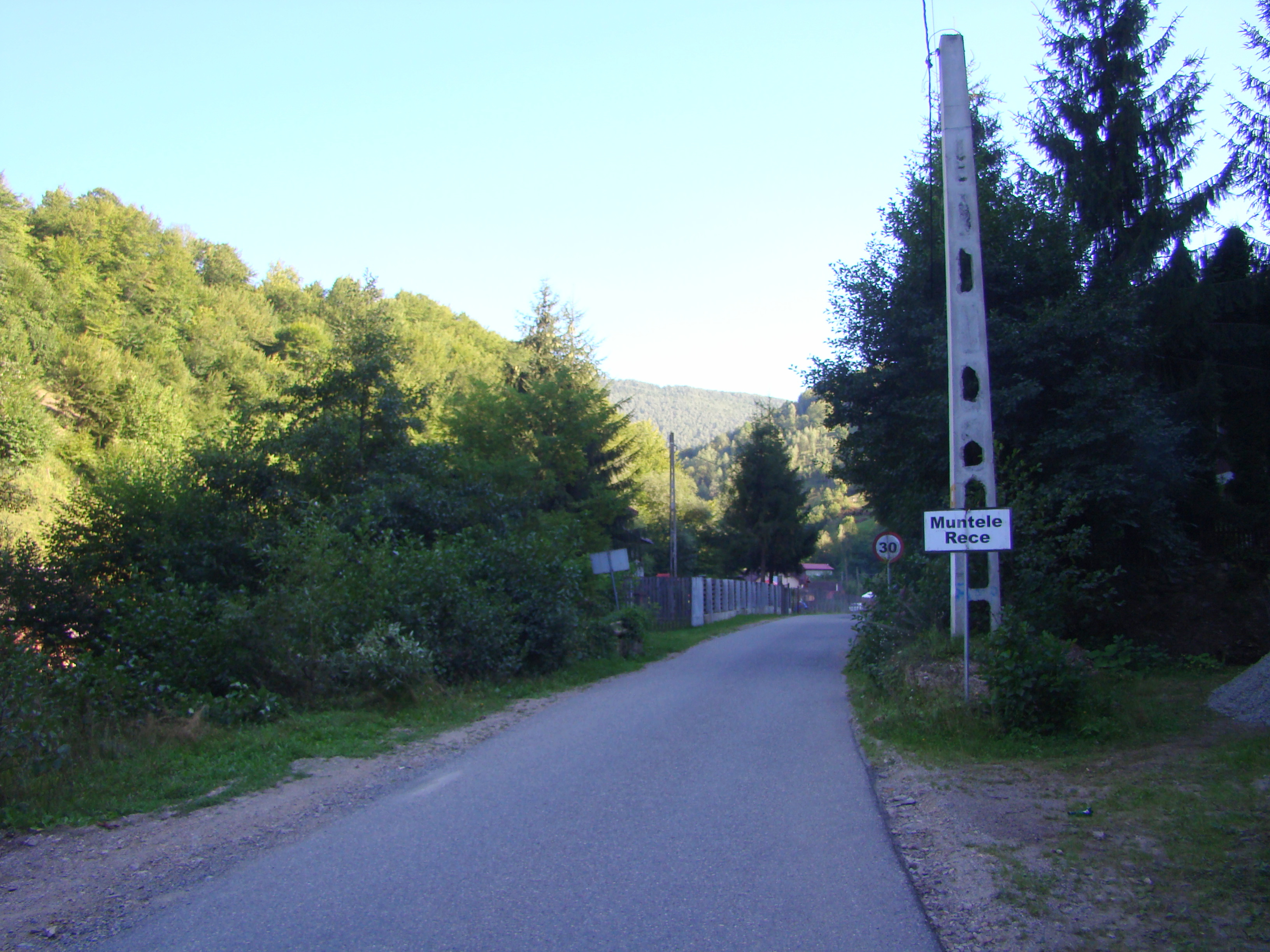
Intrarea în localitate
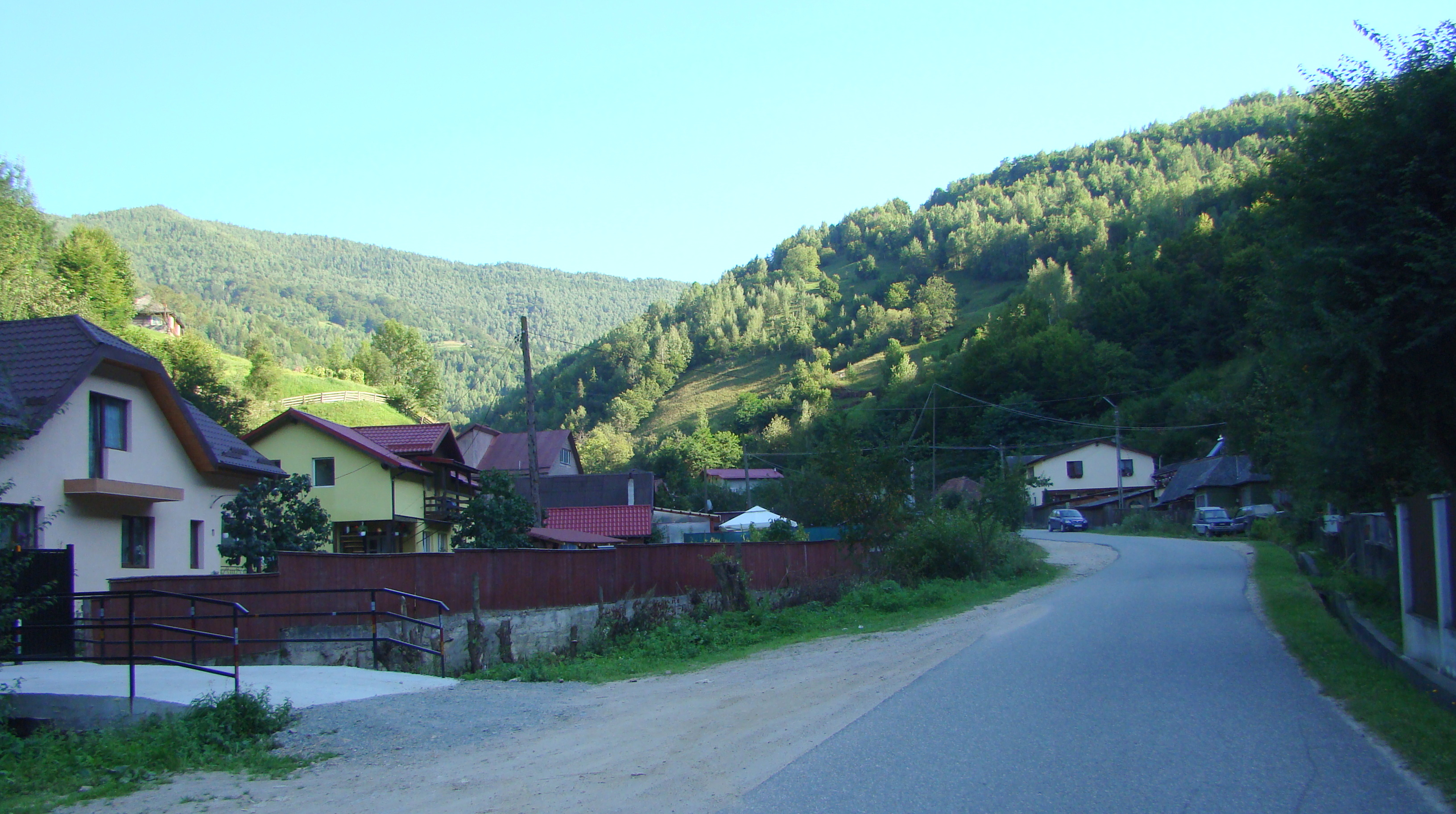
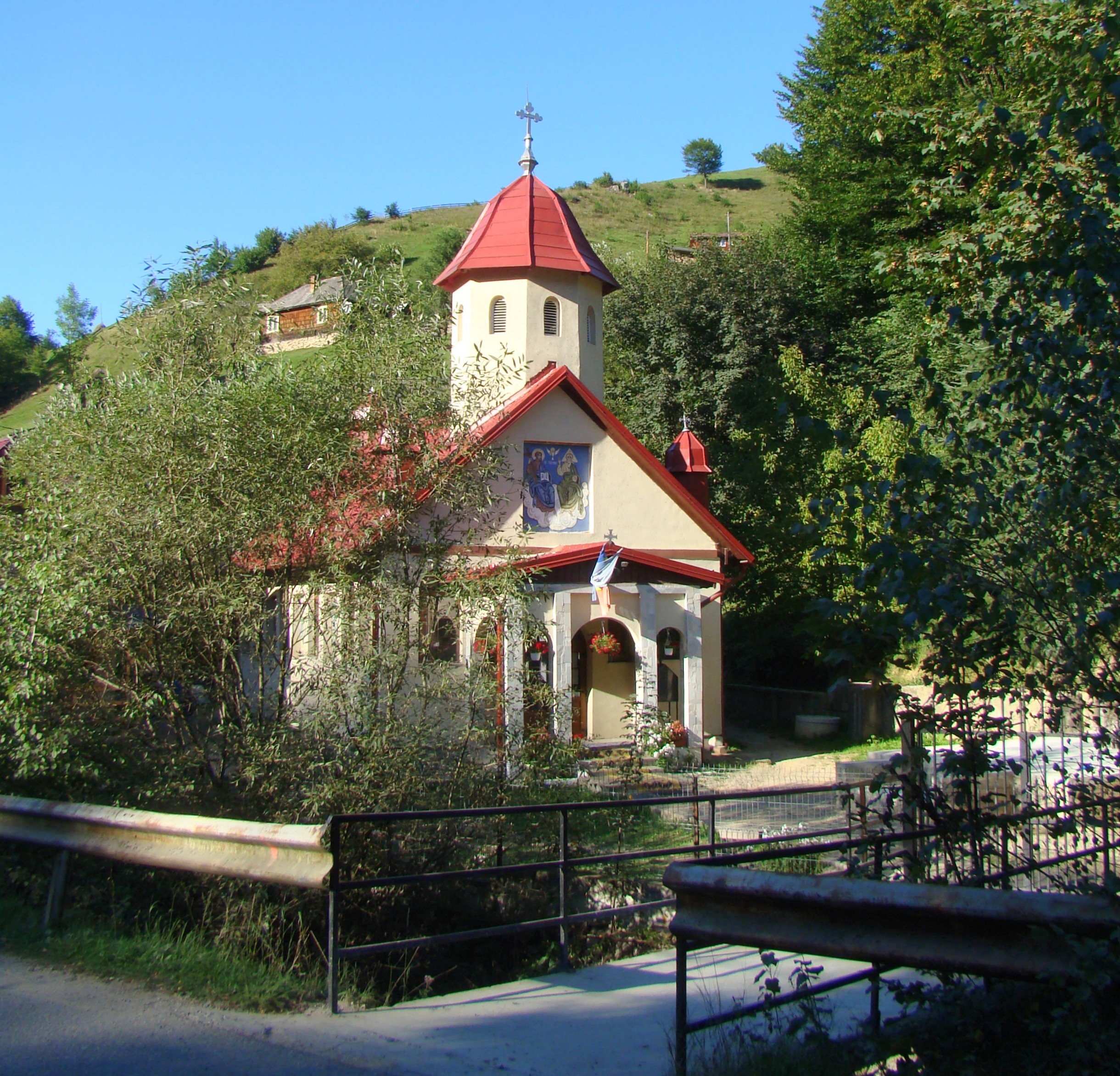
Biserica Sfânta Treime
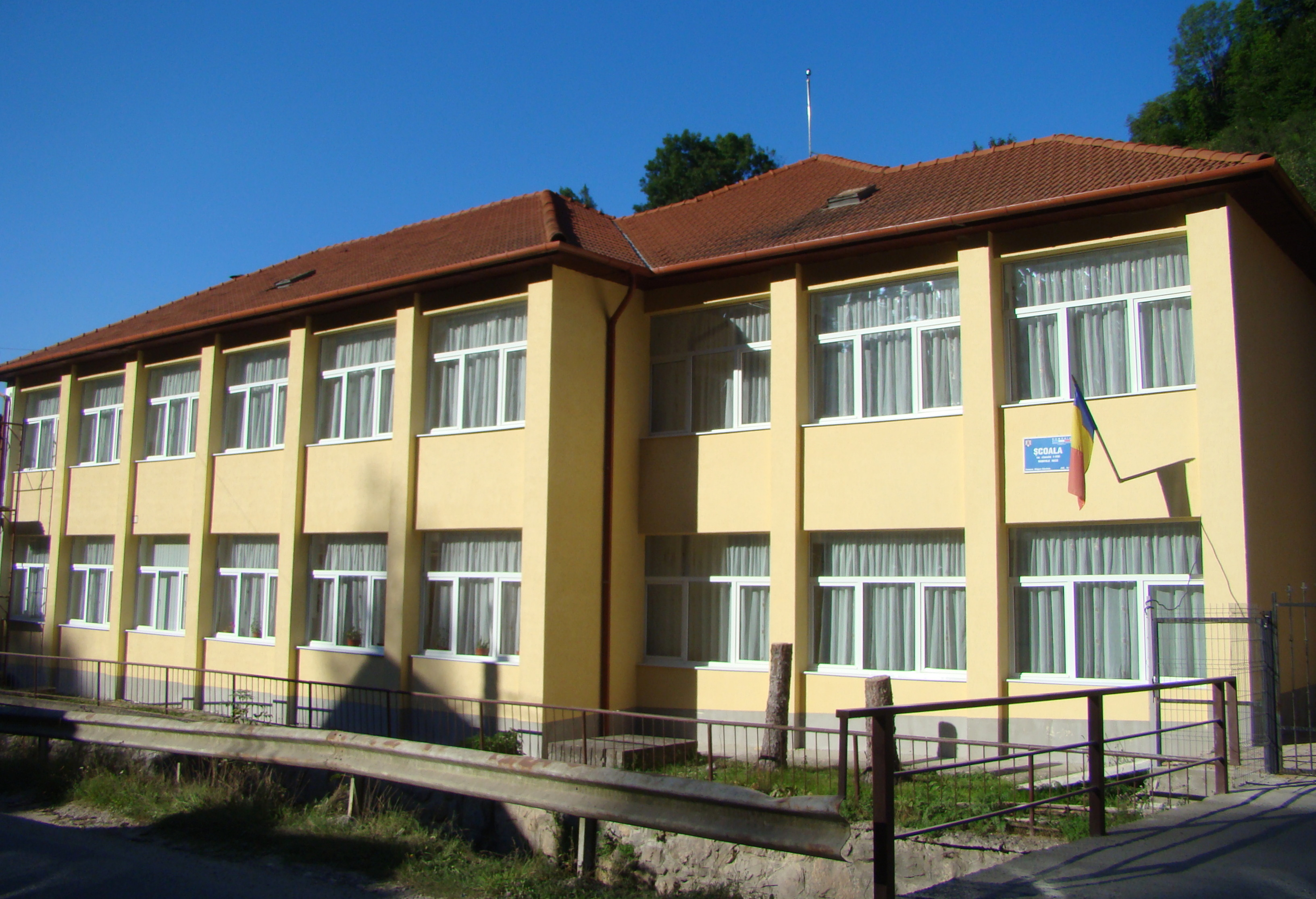
Școala
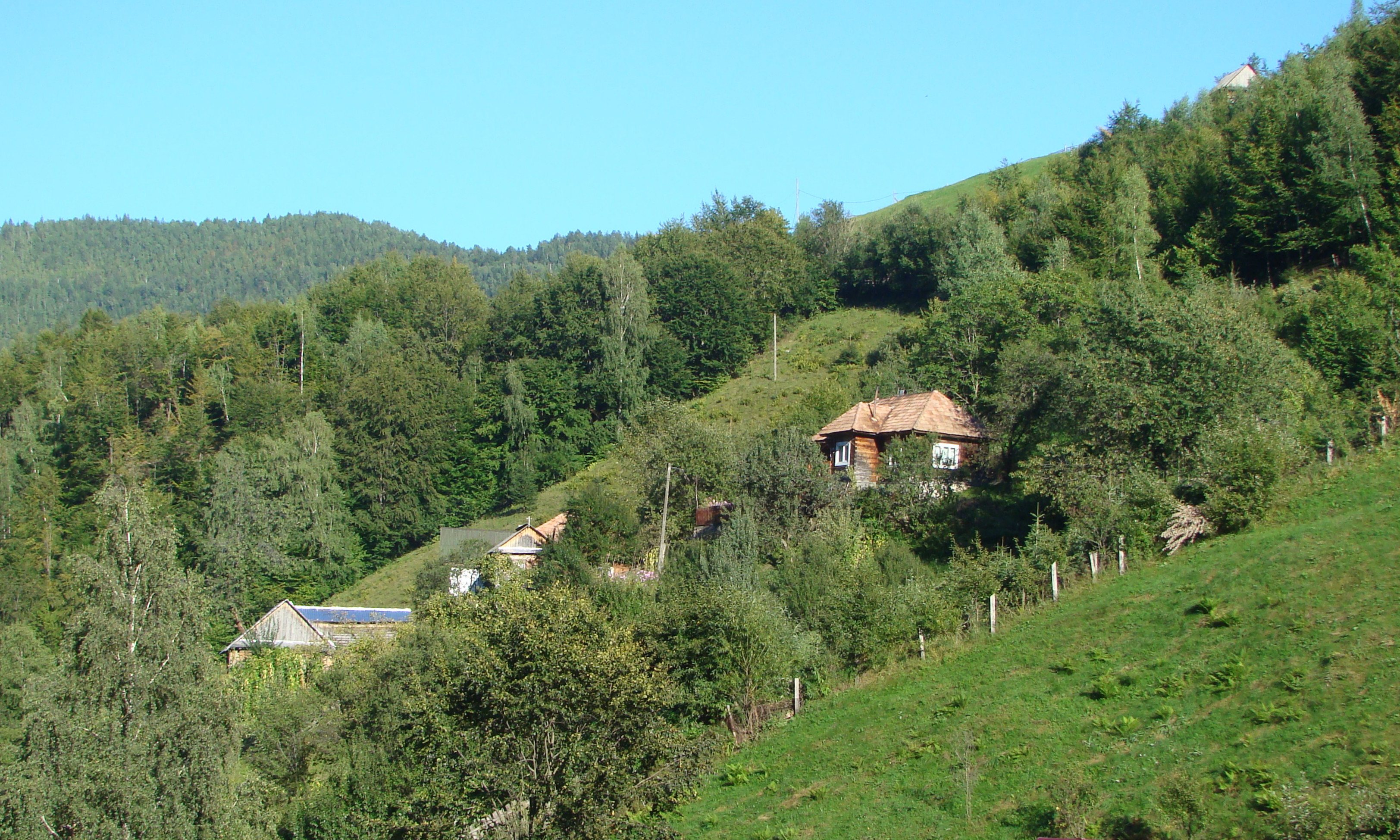
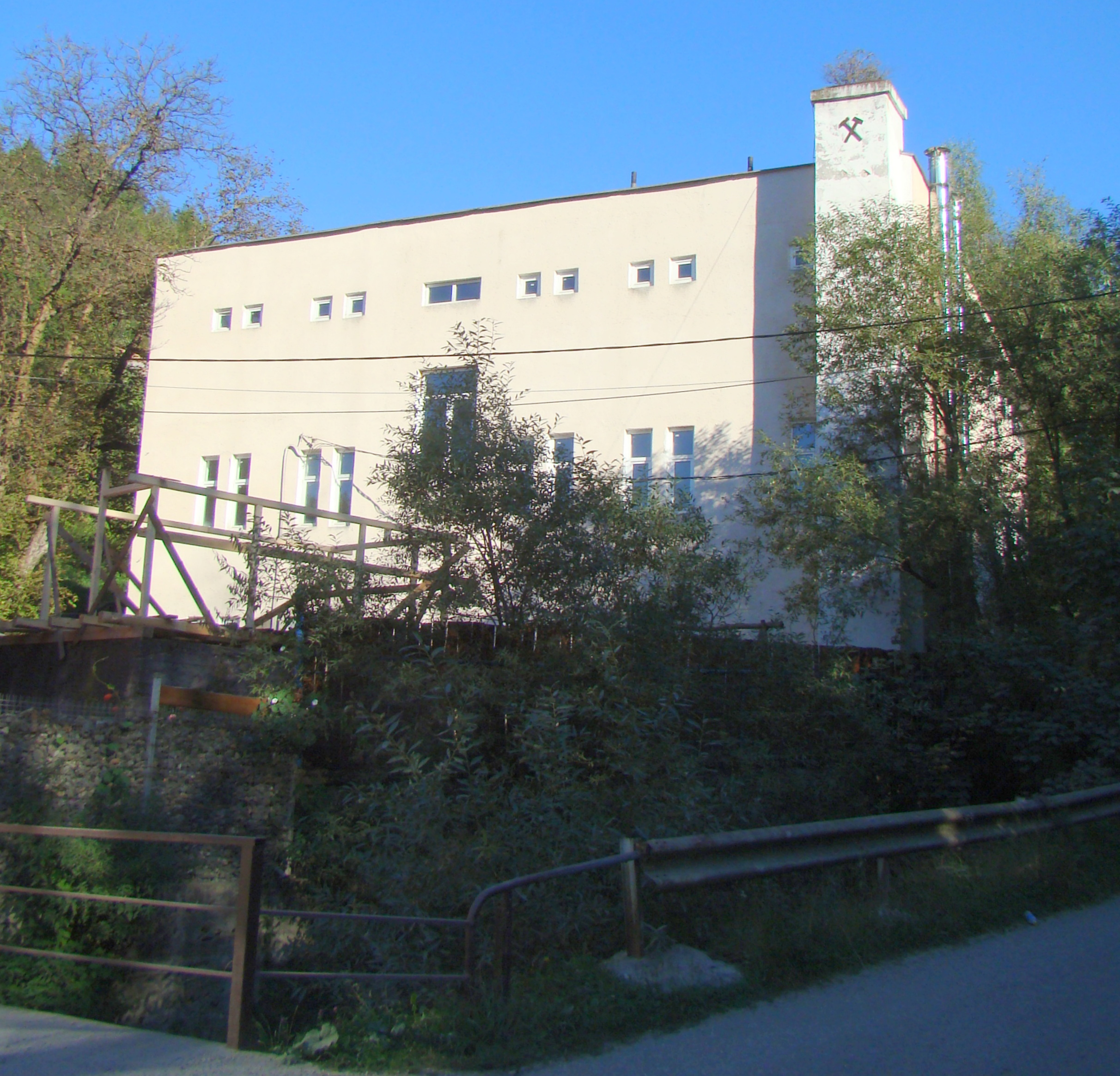
Sediul fostei eexploatări miniere
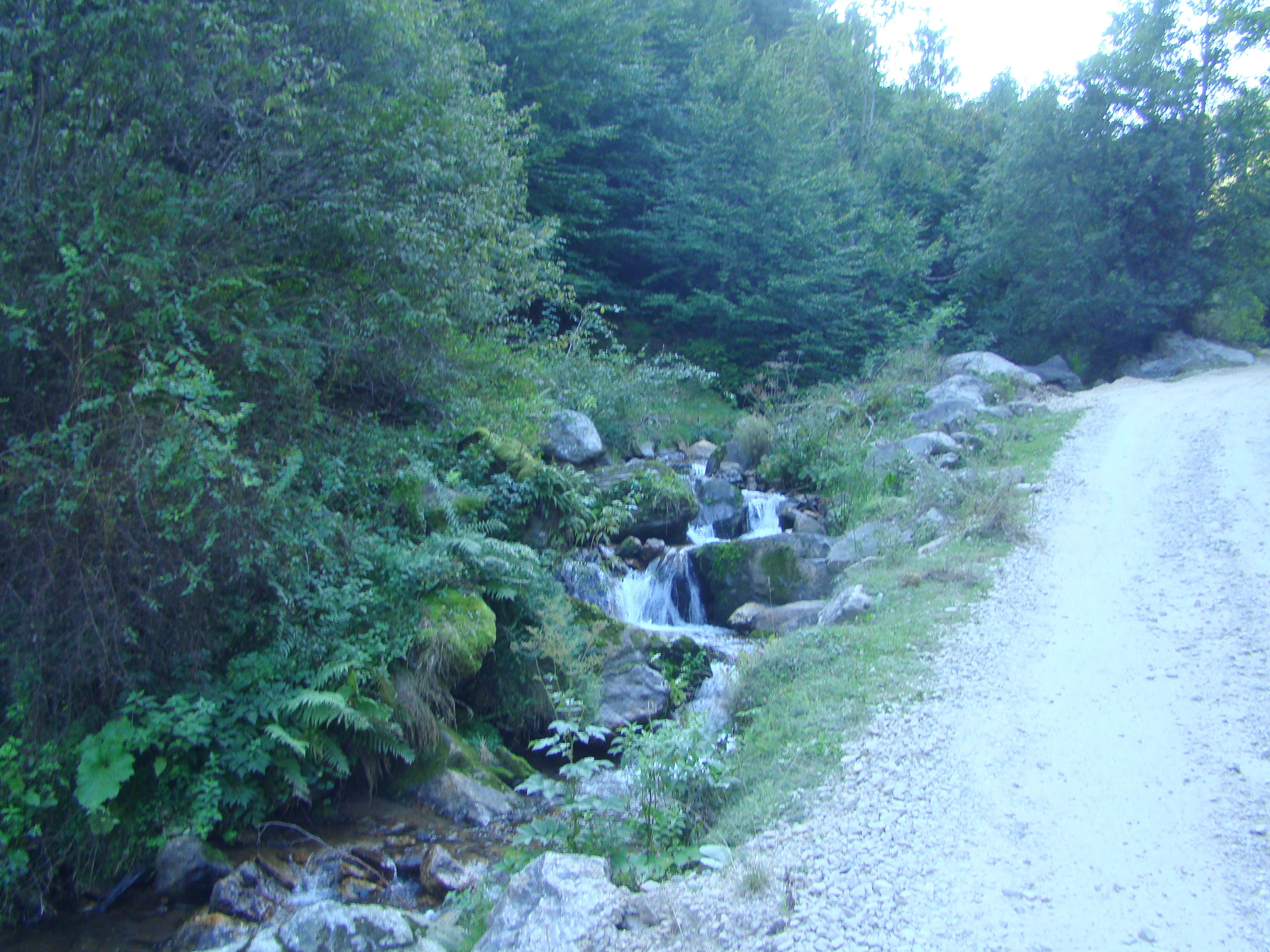
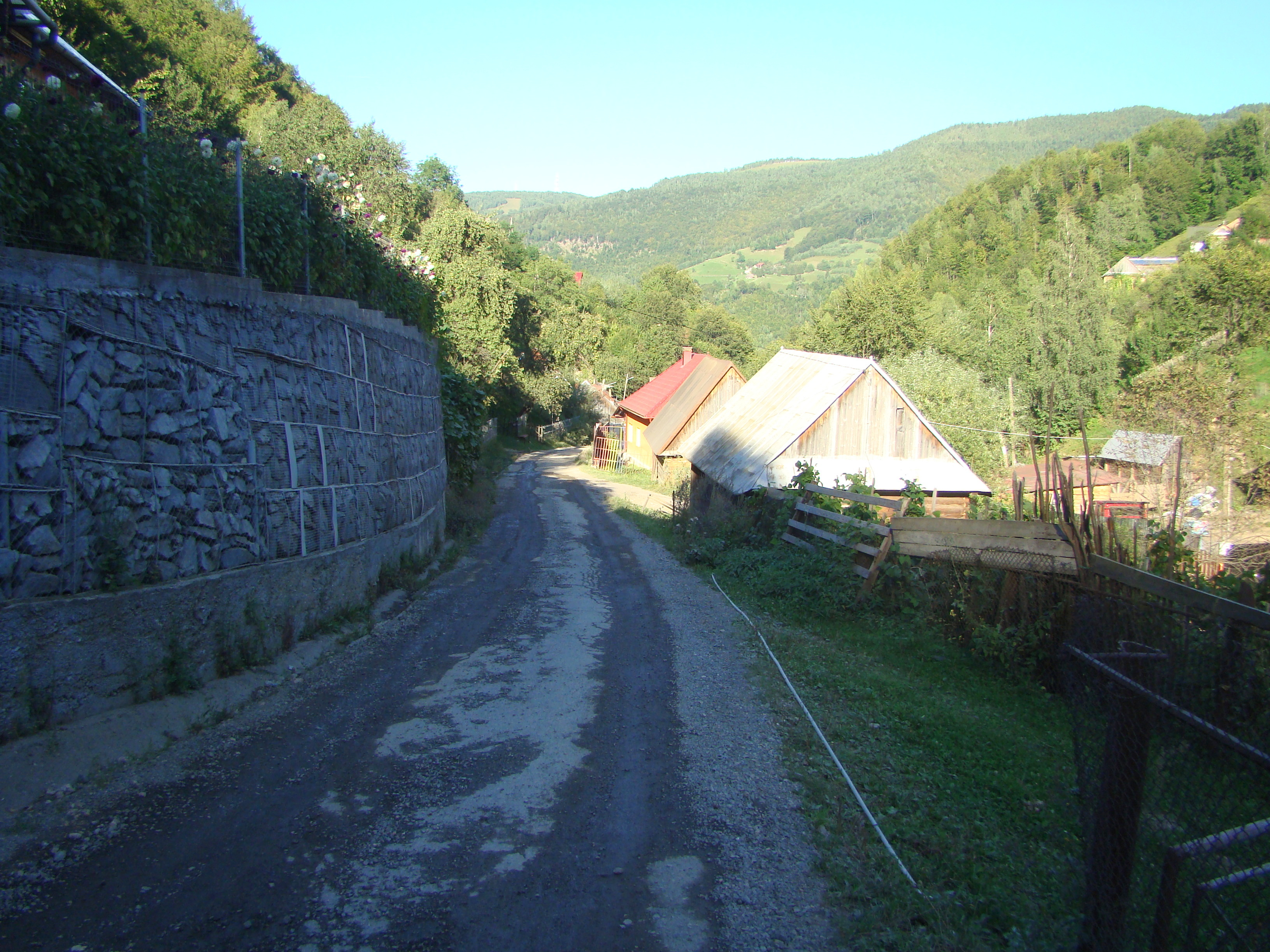
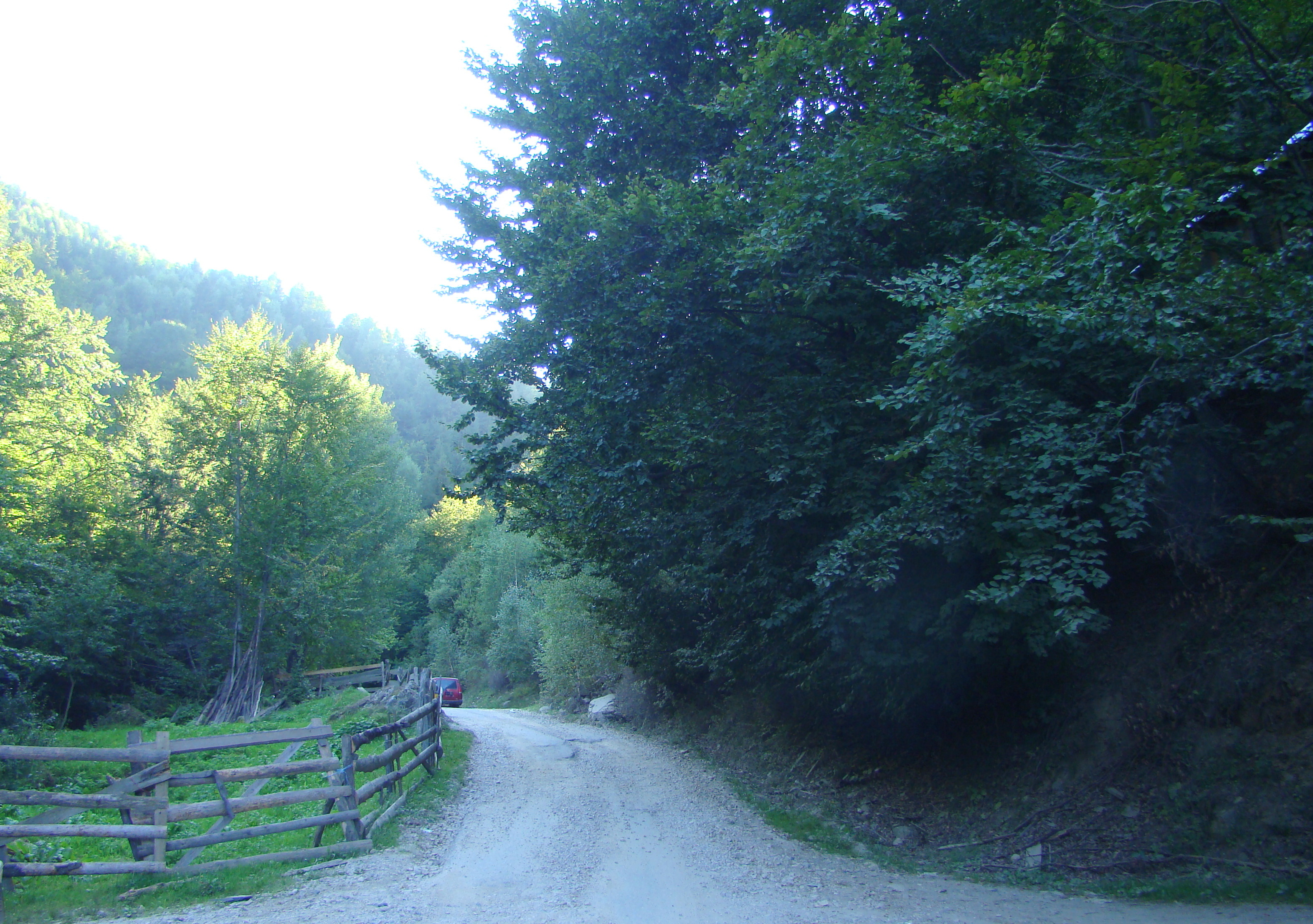
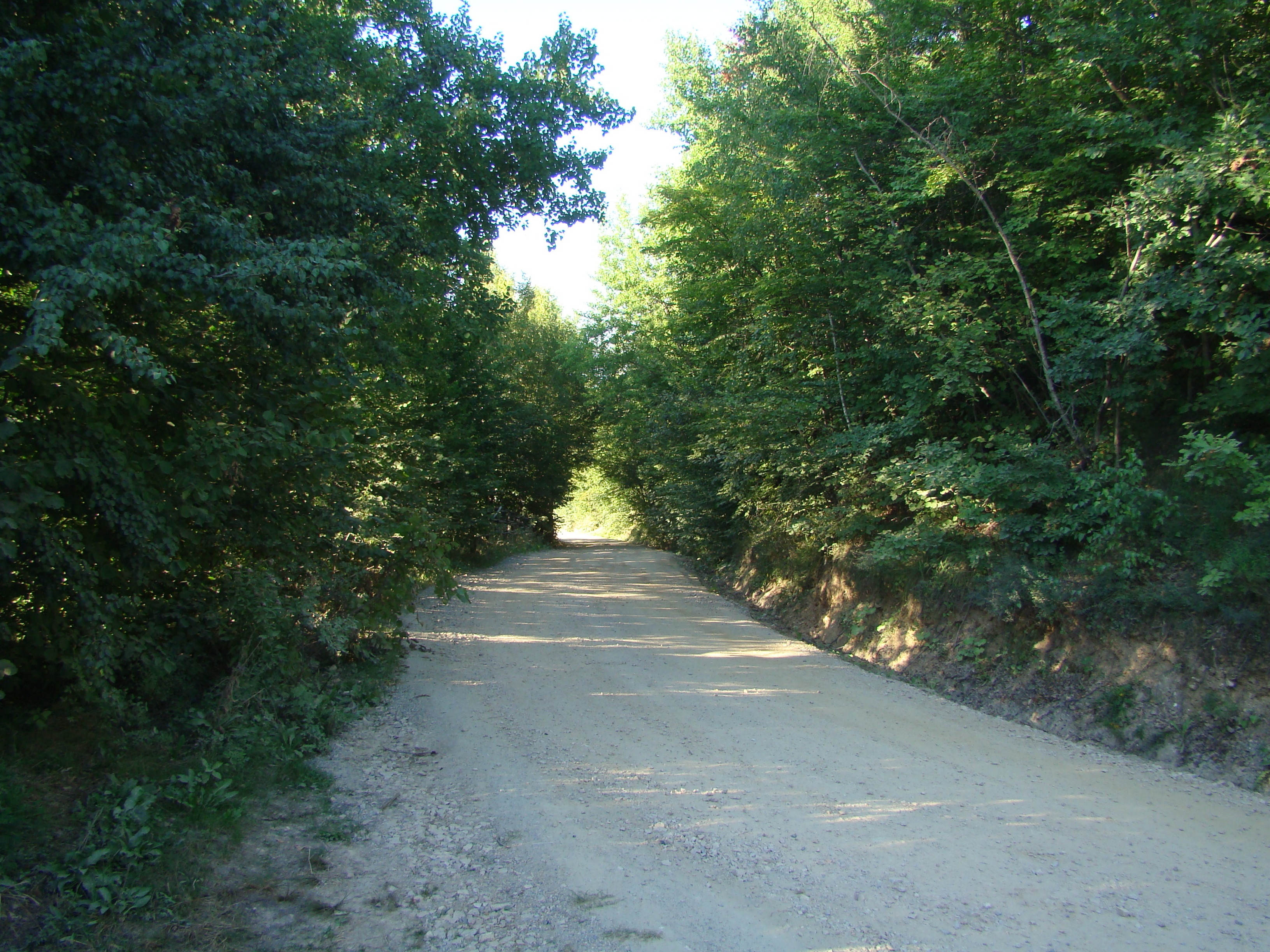
Drumul spre Mănăstirea Muntele Rece
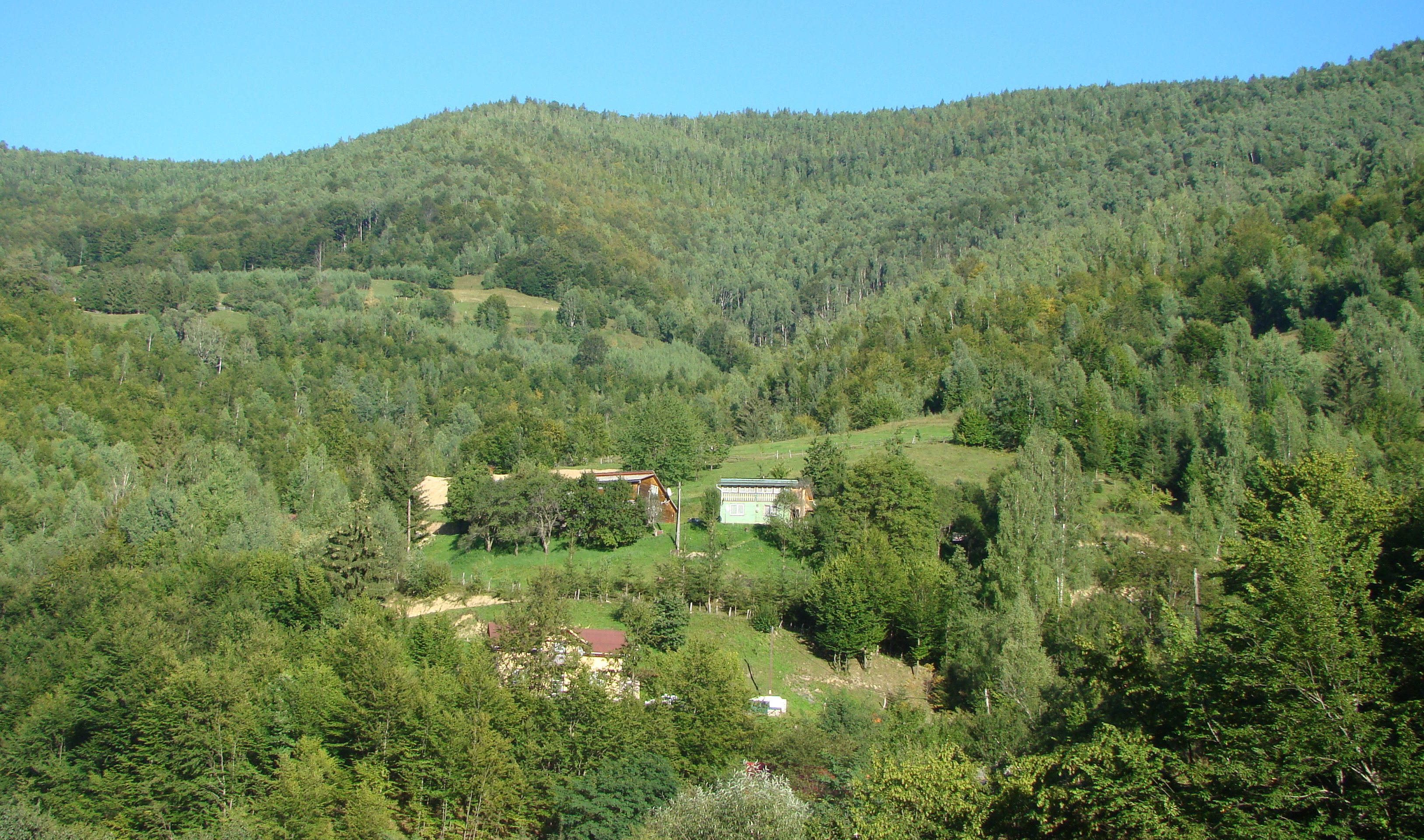
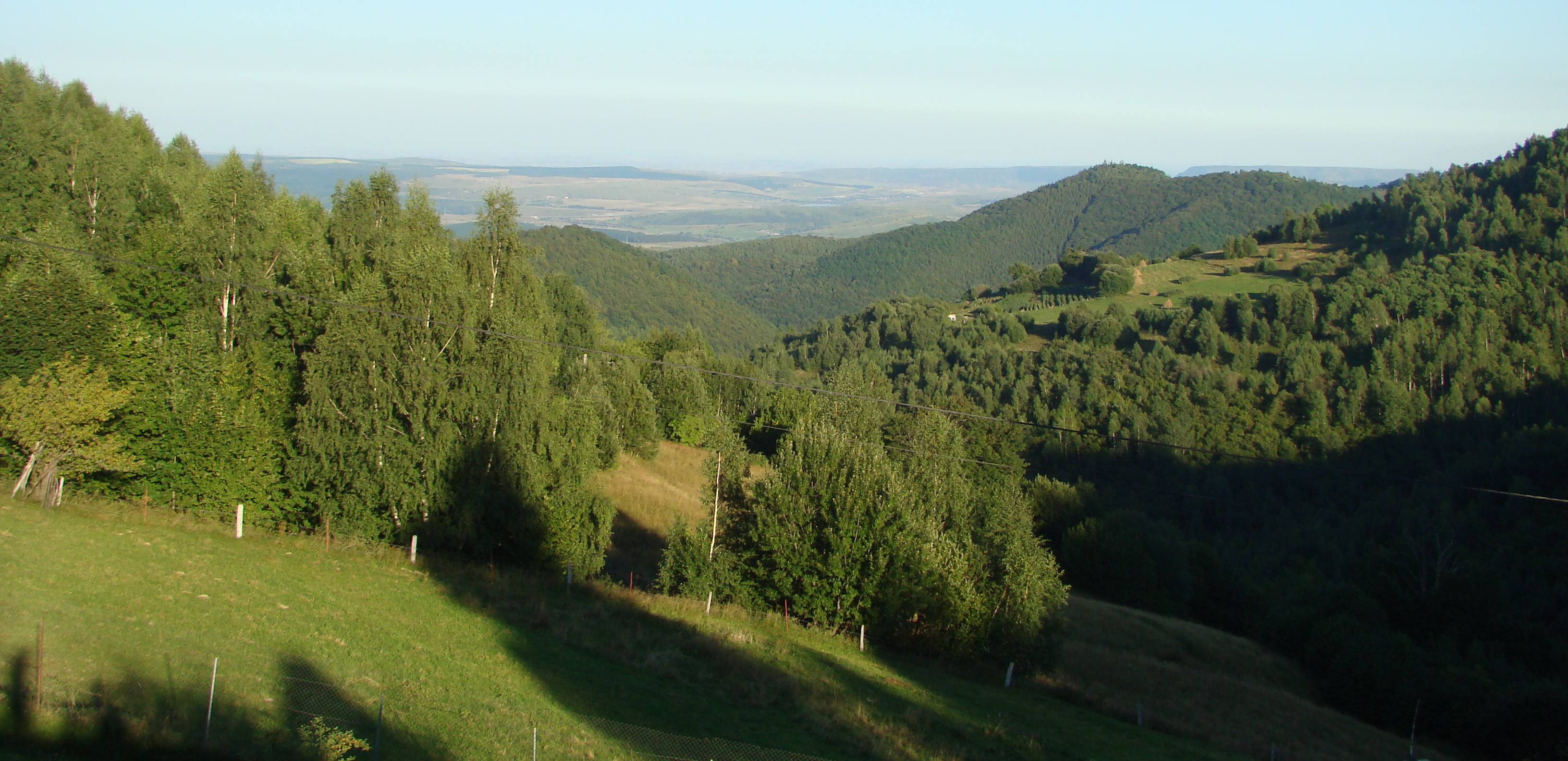
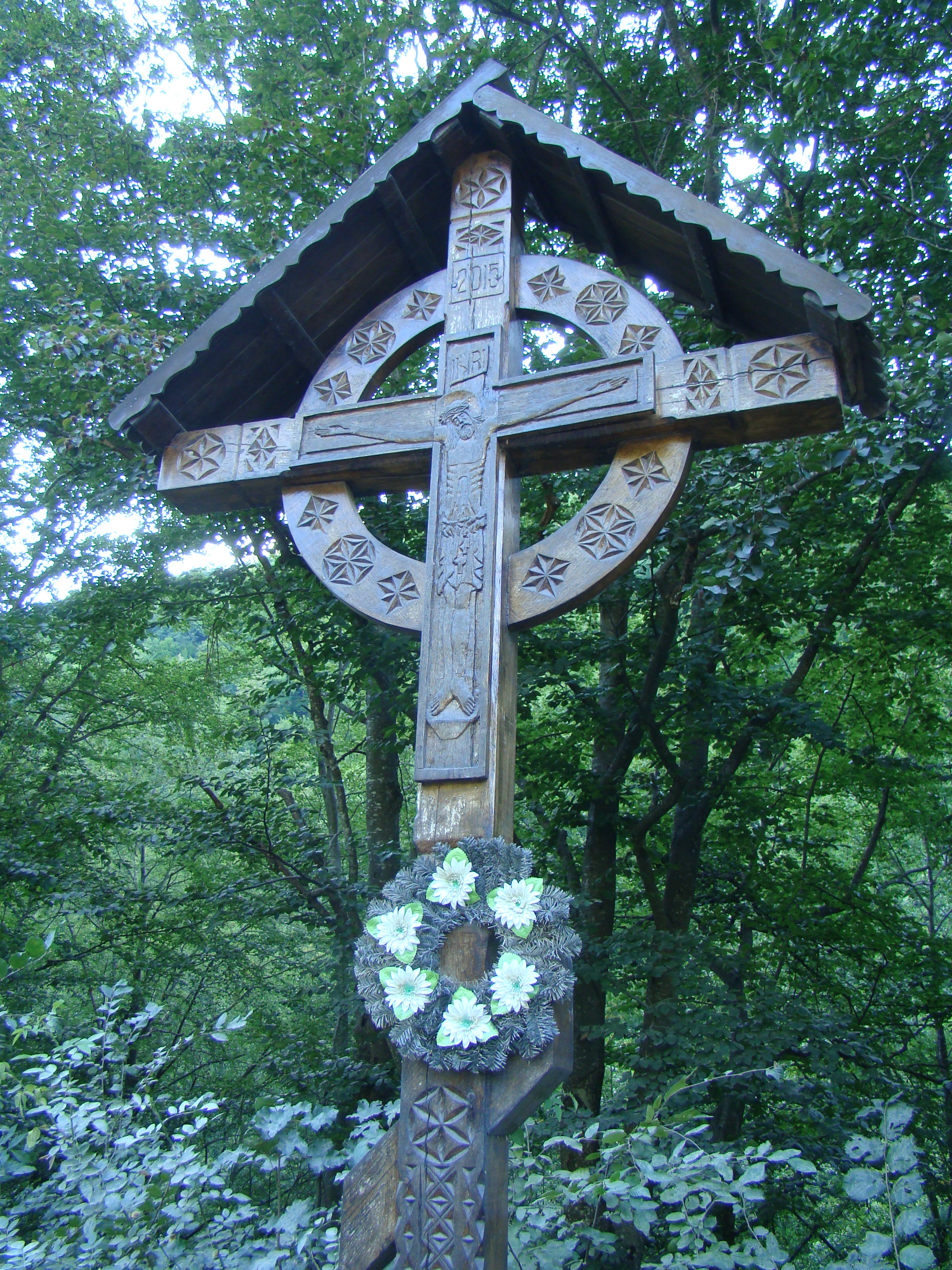
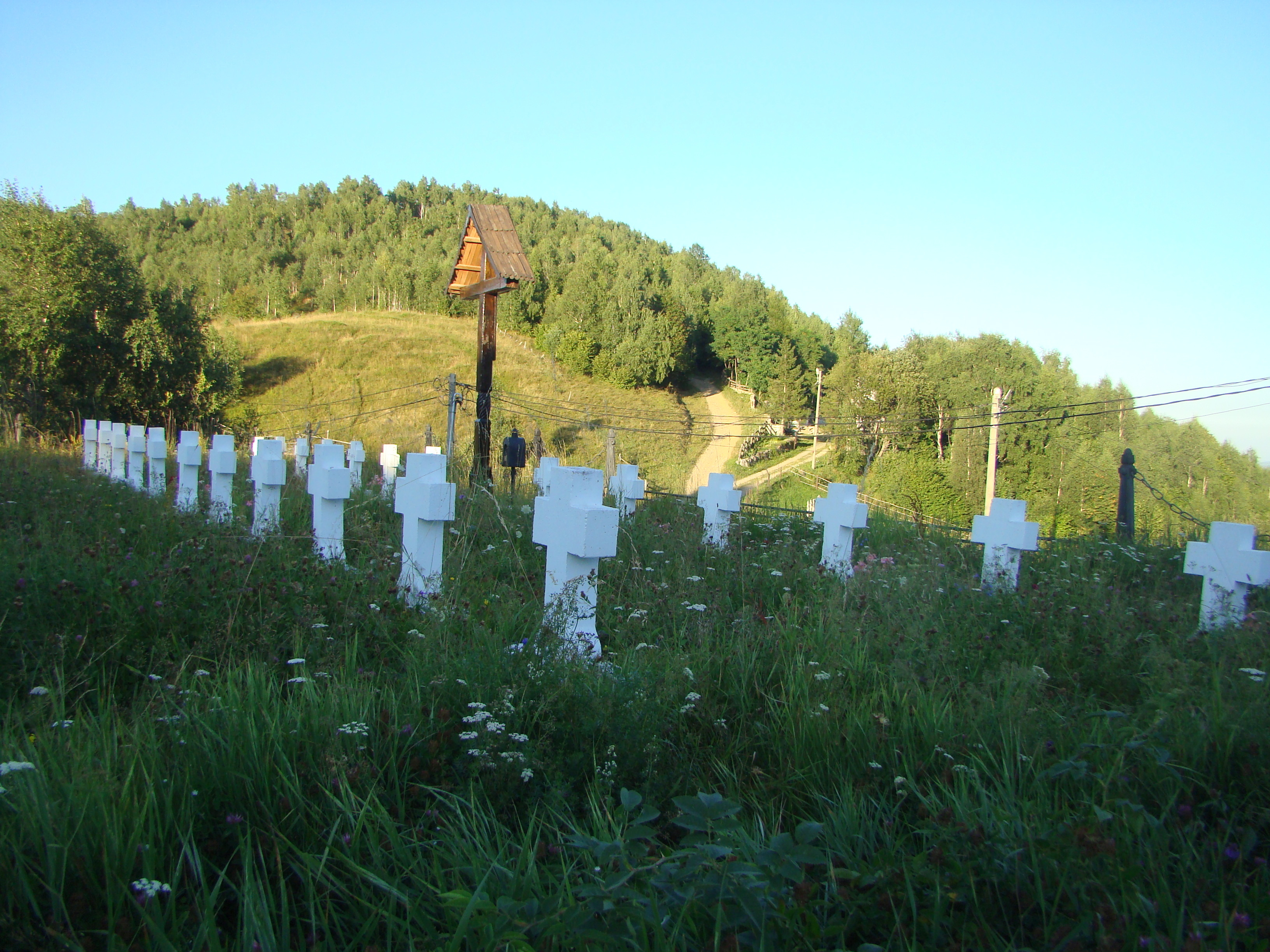
Cimitirul Eroilor Români din cel de Al Doilea Război Mondial
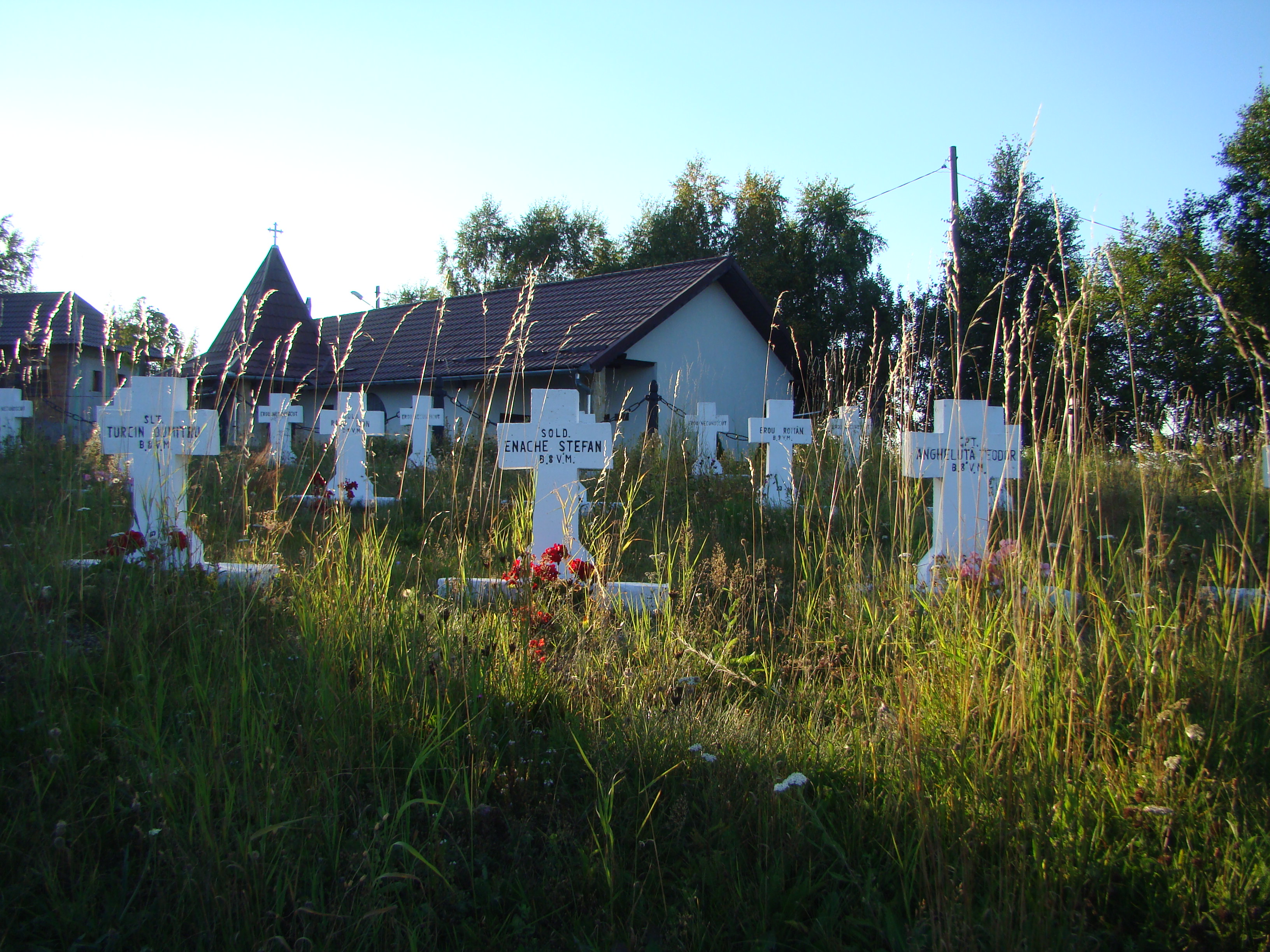
Cimitirul Eroilor Români din cătunul Bordești
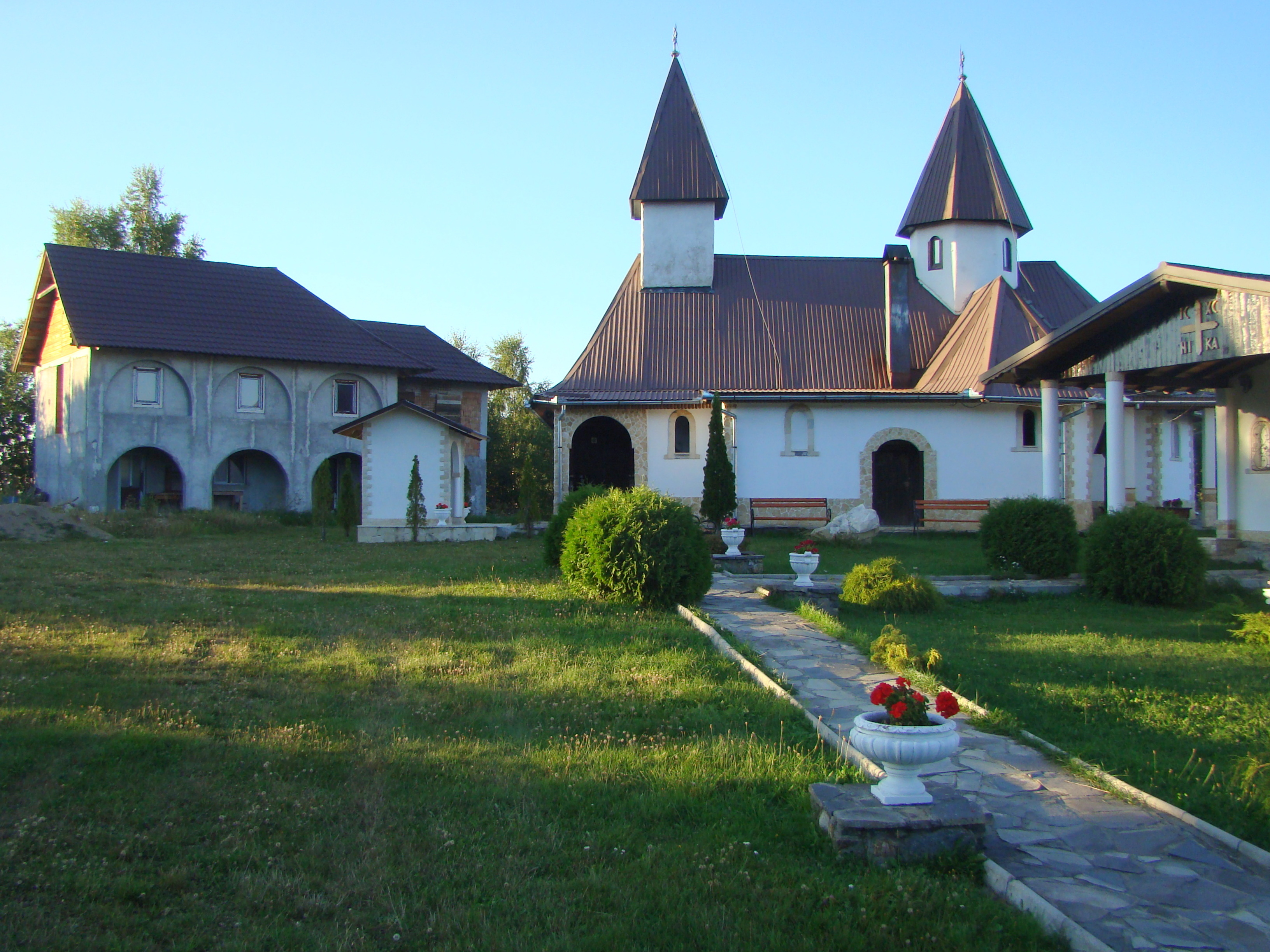
Mănăstirea de călugări „Înălțarea Domnului”
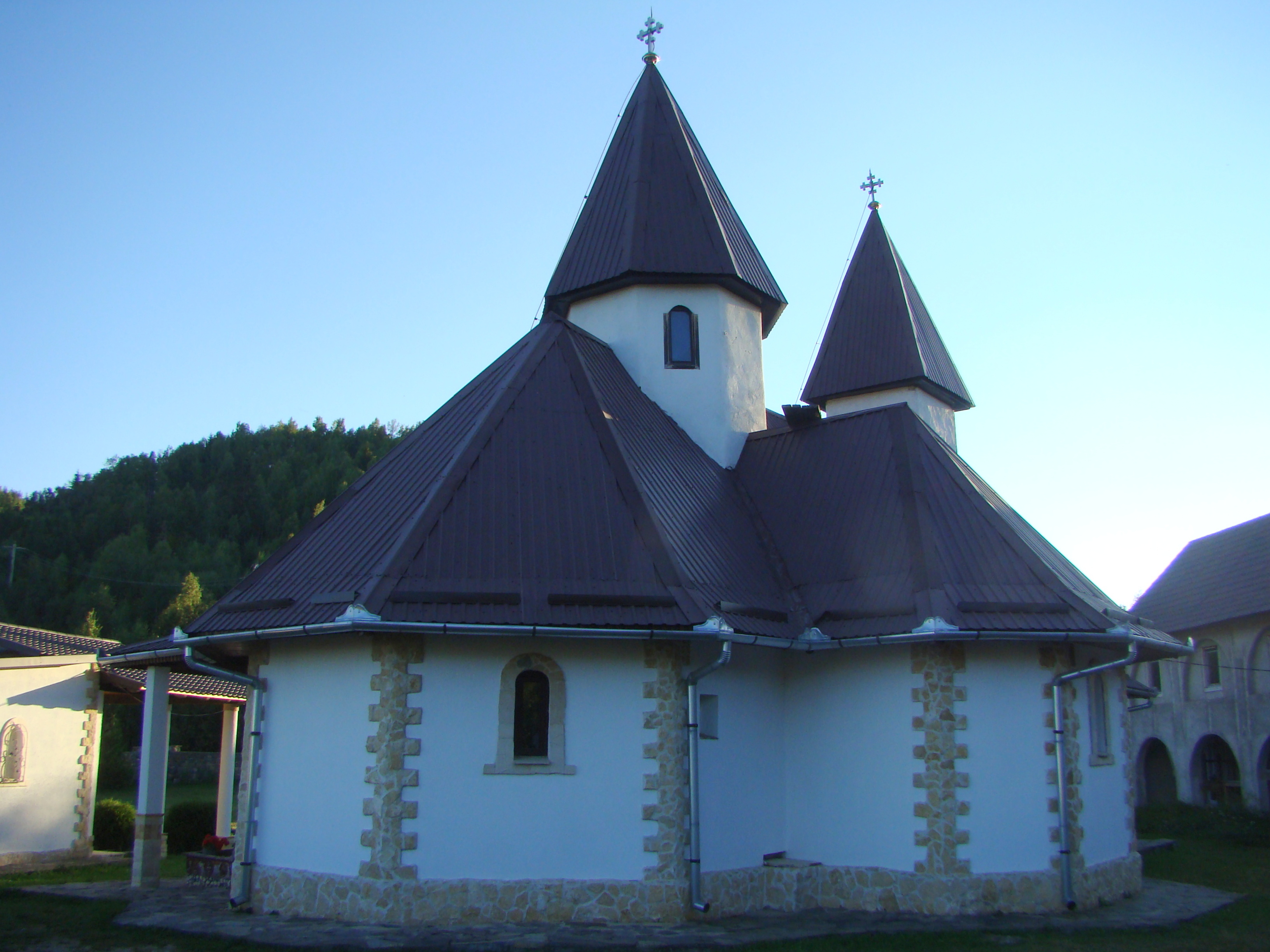
Biserica de lemn a mănăstirii
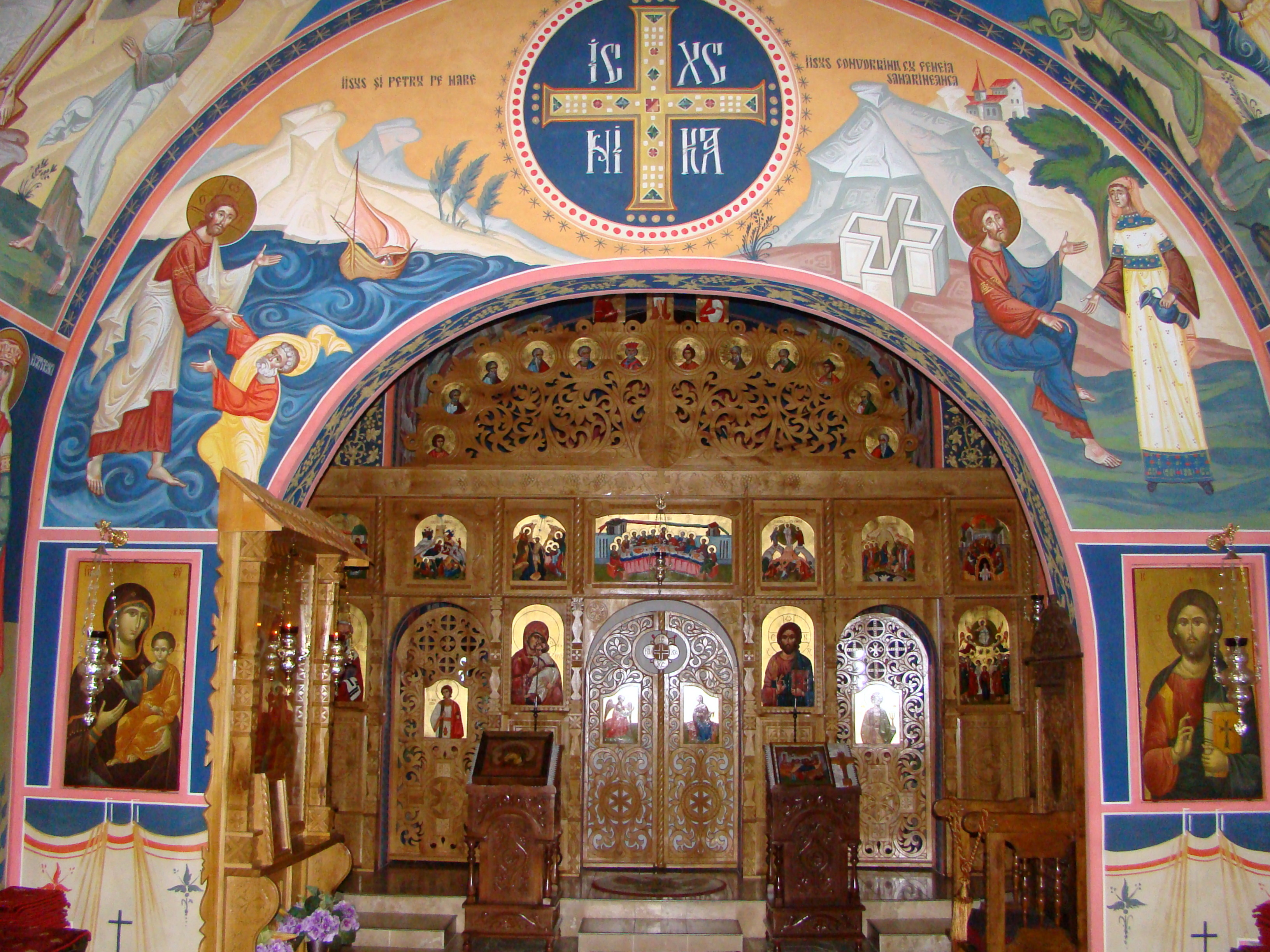
Nava spre iconostas
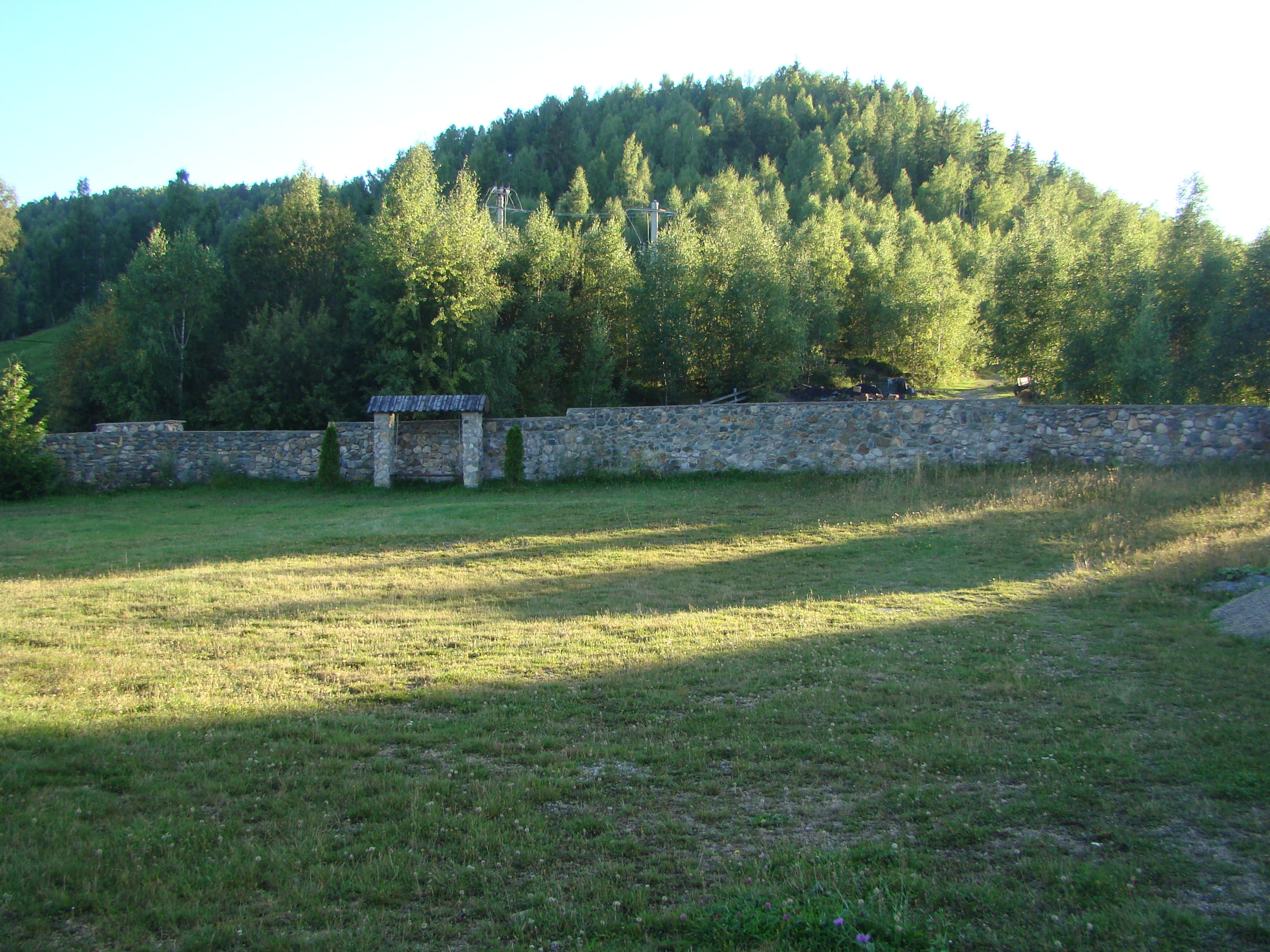
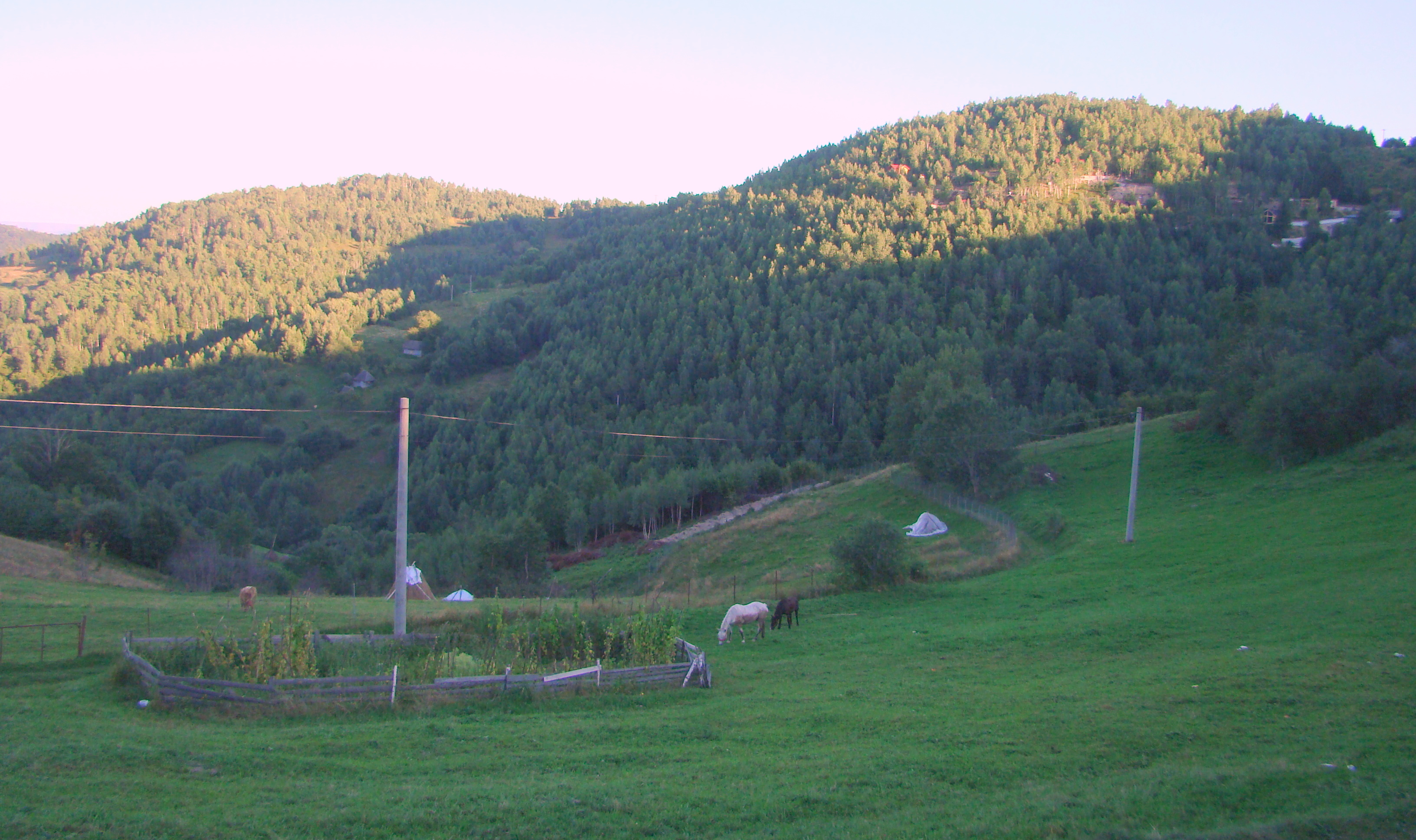
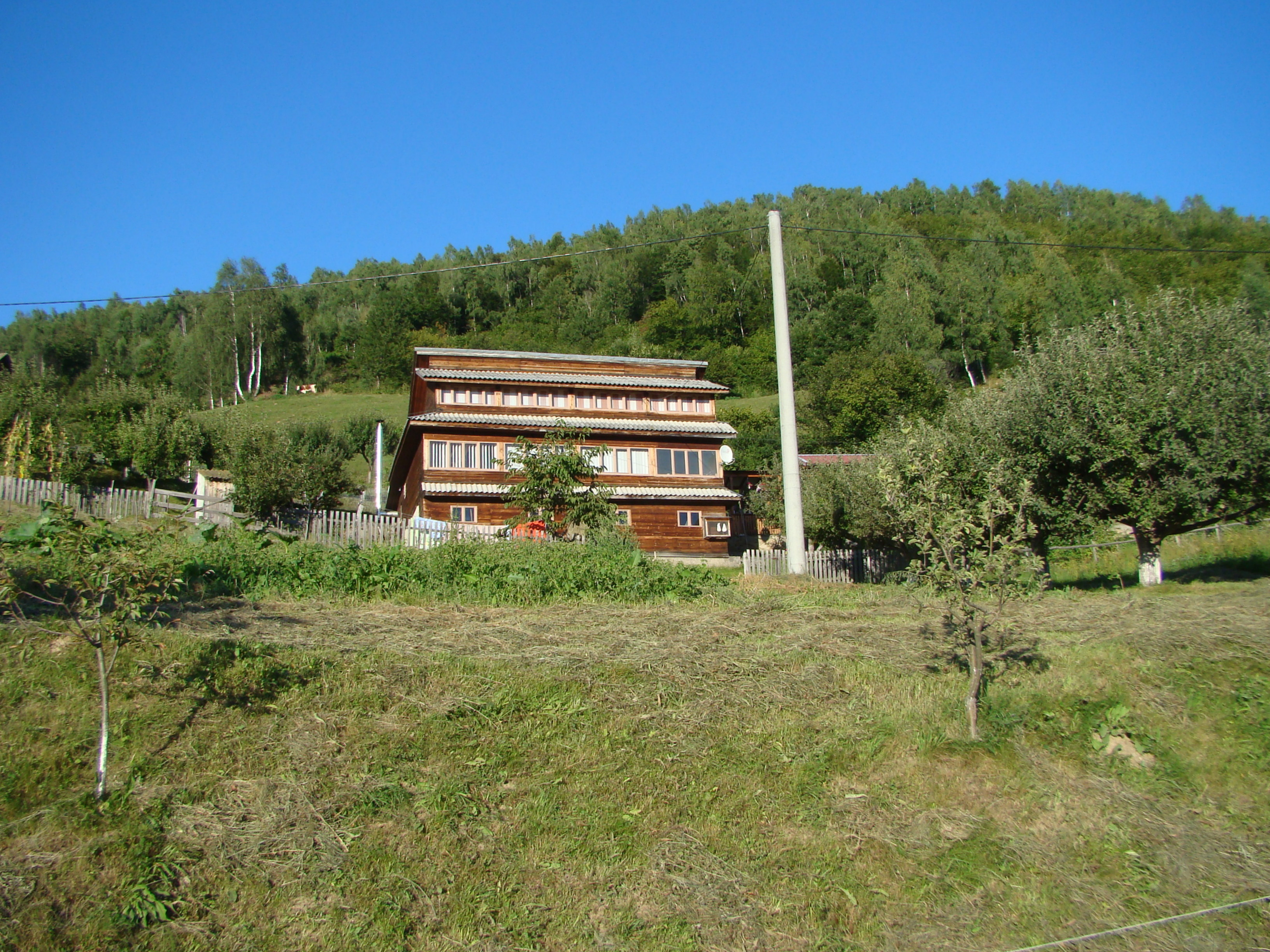
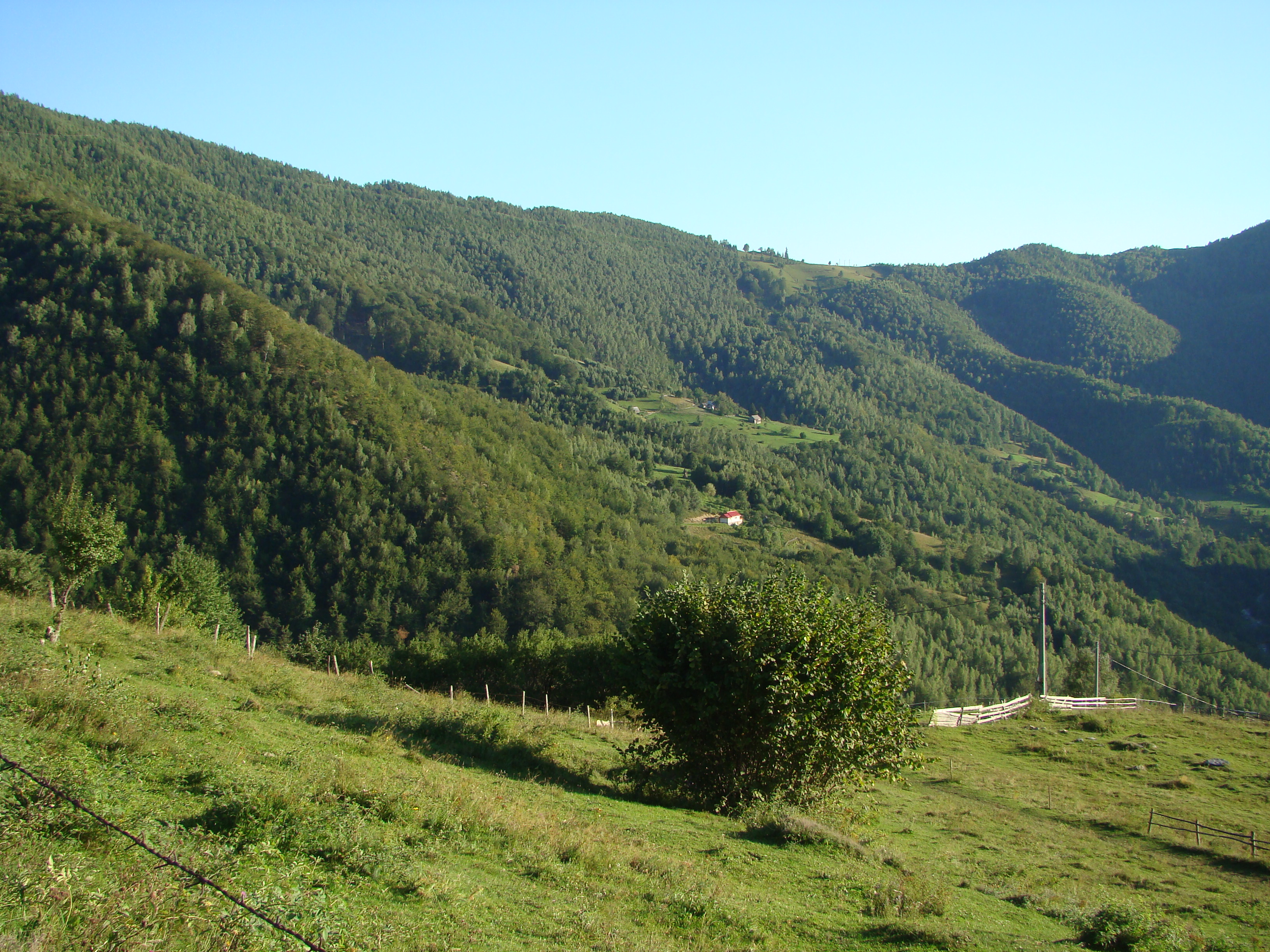
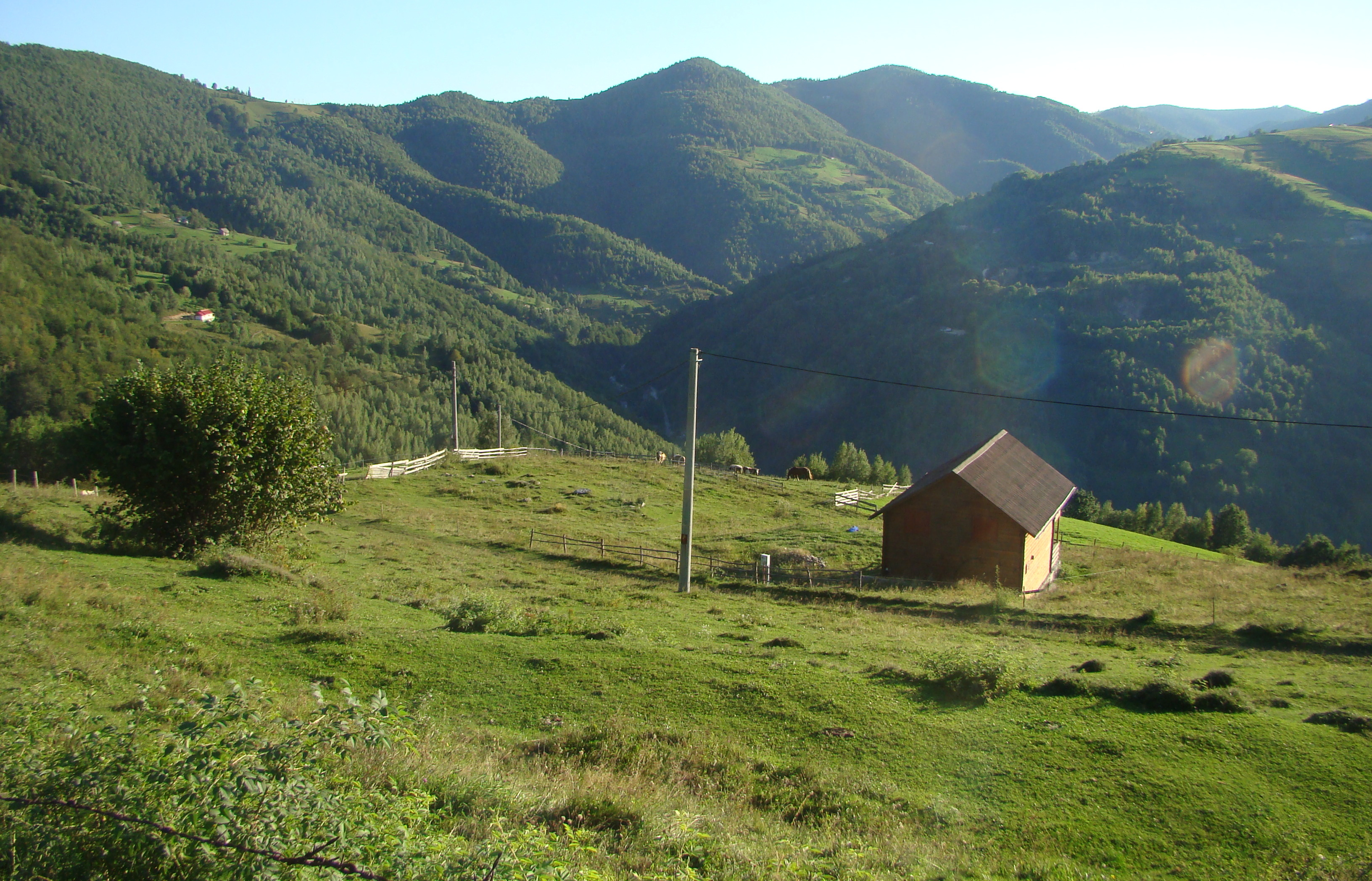
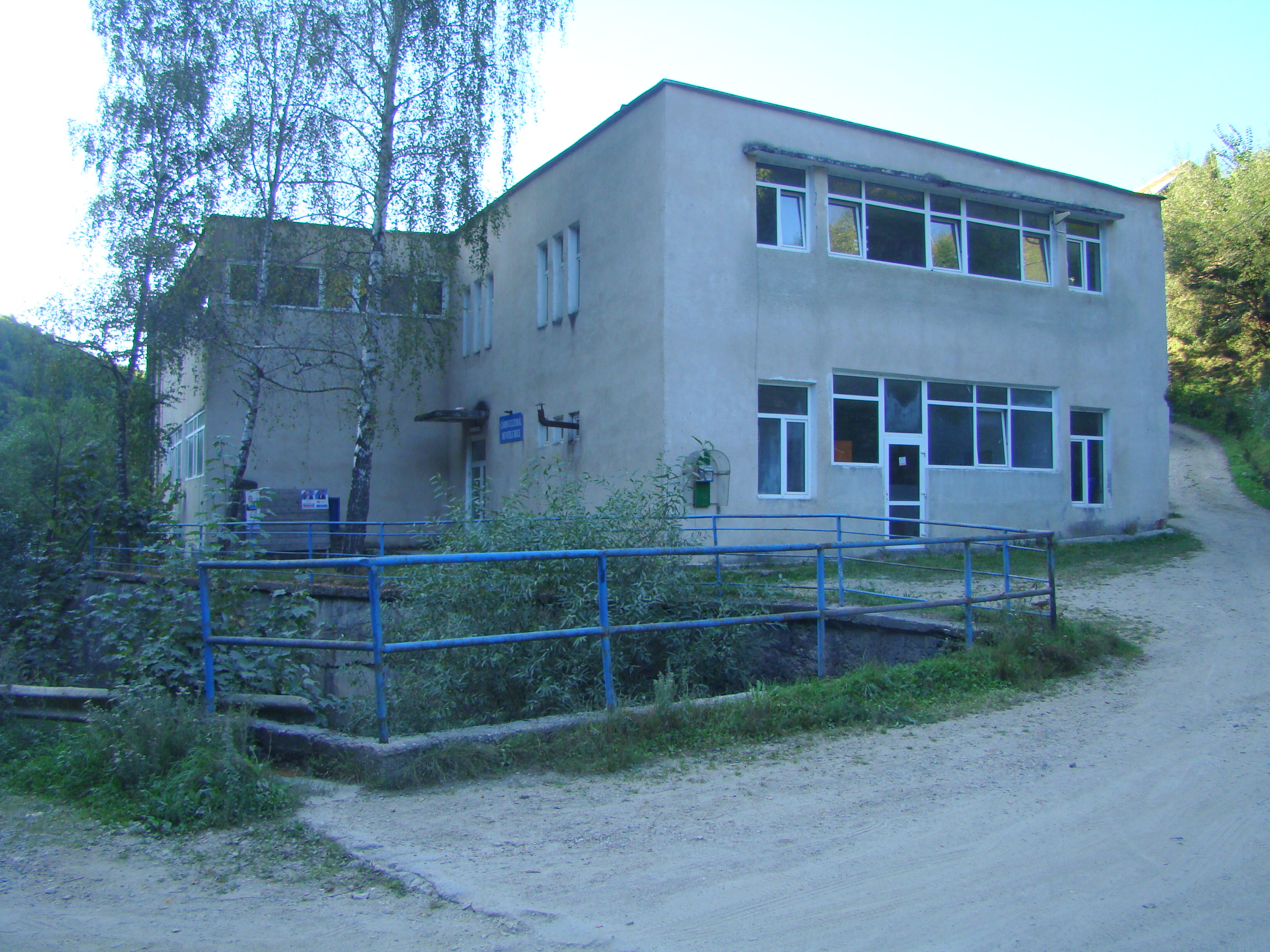
Căminul cultural
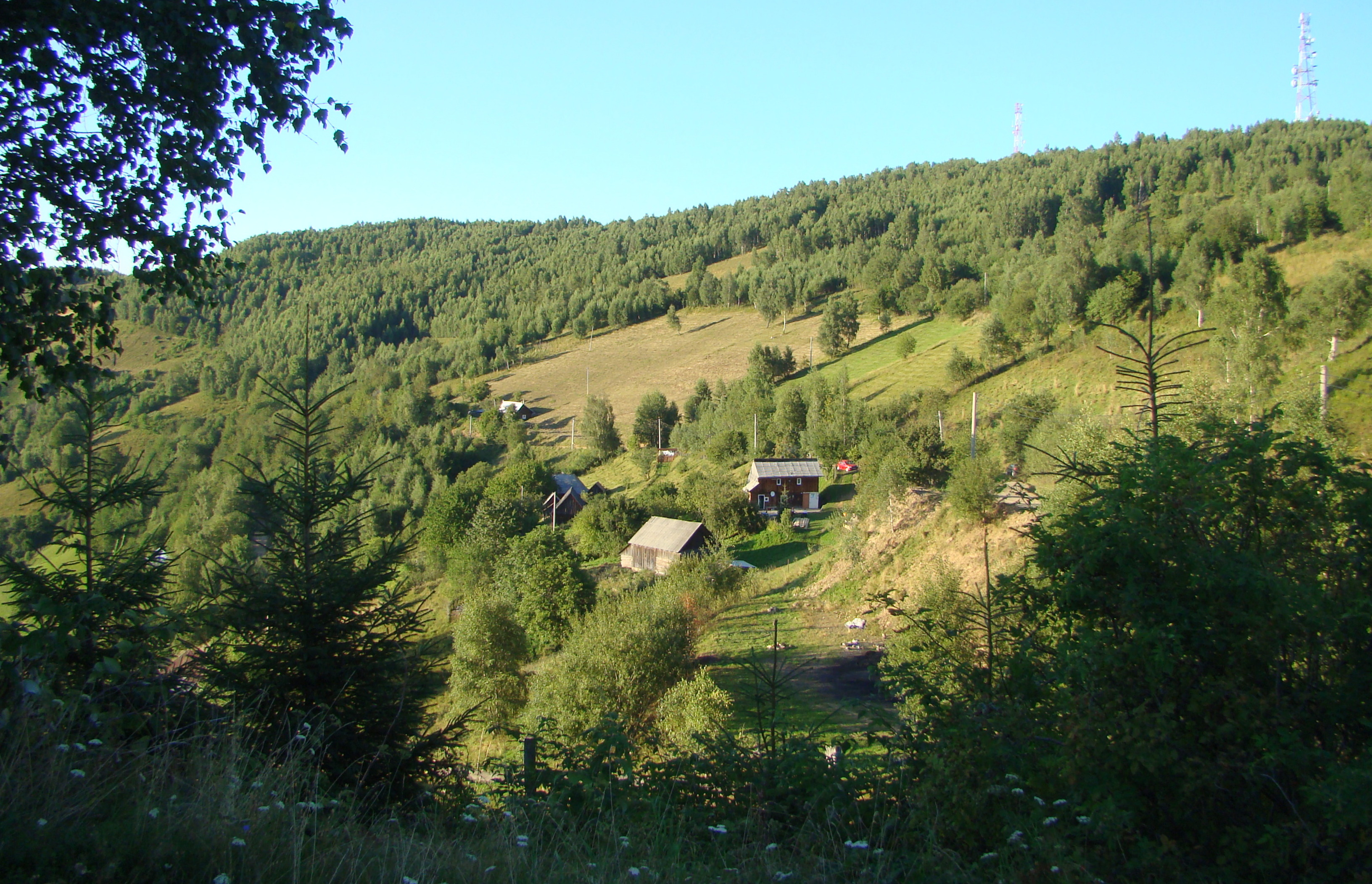
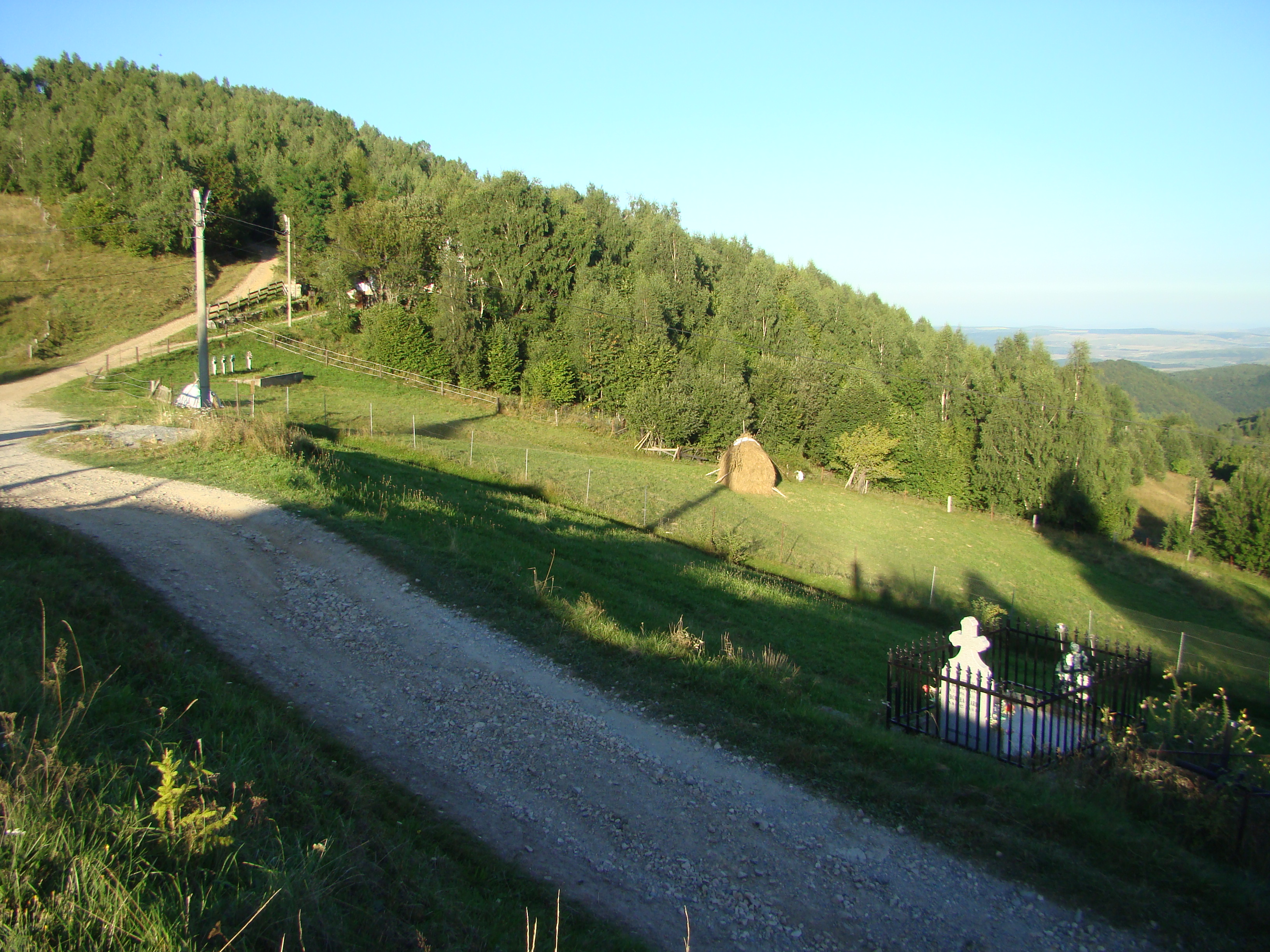